# Ваља луј Патру (Долж)
Ваља луј Патру (рум. Valea lui Pătru) насеље је у Румунији у округу Долж у општини Скаешти. Oпштина се налази на надморској висини од 115 m.

## Становништво
Према подацима из 2002. године у насељу је живело 1018 становника, од којих су сви румунске националности.